# Şirvan (Azerbeidzjan)
Şirvan (ook: Shirvan), tot 1938 Zoebovka en van 1938 tot 2008 Əli Bayramlı genoemd, is een stad in Azerbeidzjan, gelegen aan de rivier de Koera op de steppe.
Met 80.000 inwoners (01-01-2012) is het de vijfde stad van het land (de zesde als de Bakoese buitenwijk Qaracuxur wordt meegerekend). In 1989 telde het nog 58.253 inwoners. De bevolking bestaat bijna volledig uit Azerbeidzjanen en verder uit kleine groepen Mescheten, Russen en Tataren.

## Geschiedenis
De stad werd gesticht in 1931 en in 1938 kreeg ze de naam Ali Bayramli. Sinds 1954 heeft het de status van stad. In 1958 werd er een elektriciteitscentrale gebouwd, die werd voltooid in 1968.
De naam Ali Bayramli is afkomstig van Ali Bajramov, die echter actief meewerkte aan de val van de Democratische Republiek Azerbeidzjan begin 20e eeuw en daarmee geen vaderlandslievend figuur zou zijn geweest. Op 25 april 2008 tekende de Milli Məclis (het Azerbeidzjaanse parlement) een besluit tot hernoeming van de stad tot Şirvan en de stad Xanlar tot Göygöl.

## Economie
Nabij de stad bevinden zich olievelden en de stad wordt ook wel het oliecentrum van de regio Şirvan genoemd, daar de olieindustrie de belangrijkste economische basis van de stad vormt (ongeveer 90% van de omzet). Er bevinden zich verder een aantal bedrijven in de machinebouw, lichte industrie, voedingsmiddelenindustrie en een elektriciteitscentrale. De stad is aangesloten op het spoornetwerk. De plaatsen Hajigahra-manli en Mugha vallen onder jurisdictie van de stad.

## Personen
- Anatoly Kuleshov — Minister van Binnenlandse Zaken van de Wit-Rusland (sinds 2009).[5]
- Enver Bariev — Minister voor noodsituaties van de Wit-Rusland (sinds 2005).[6]
- Nofal Guliyev — Nationale held van Azerbeidzjan
- Rafael Habibov — Nationale held van Azerbeidzjan
- Shirin Shukurov — Held van de Sovjet-Unie[7].